# Juliusz Stroynowski
Juliusz Stroynowski (ur. 26 maja 1919 w Częstochowie - zm. 13 maja 1991) – polski historyk, socjolog, publicysta, tłumacz (od 1969 roku na emigracji w Niemczech).

## Życiorys
W czasie II wojny światowej związany z konspiracją socjalistyczną. Studiował historię, prawo i dziennikarstwo na Uniwersytecie Warszawskim. Następnie w latach 1946-1950 pracował w Ministerstwie Spraw Zagranicznych, m.in. jako sekretarz Ambasady PRL w Rzymie. W latach 50. i 60. zajmował się publicystyką i tłumaczeniami. W grudniu 1966 podpisał list w obronie usuniętego z PZPR Leszka Kołakowskiego. W 1969 wyemigrował, zamieszkał w Niemczech, był profesorem Uniwersytetu w Kolonii, działaczem PPS na wychodźstwie, założycielem Towarzystwa Przyjaciół KUL w Niemczech. Wspierał opozycję demokratyczną w Polsce. 

### Publikacje
- Królowie ringu i bieżni, wyd. Iskry, 1956 (z Włodzimierzem Gołębiewskim)
- Olimpijskie fanfary: kartki z dziejów sportu, wyd. Iskry, 1957 (z Włodzimierzem Gołębiewskim)
- Palmy i daktyle, wyd. MON 1963
- Wokół encykliki Populorum progressio, wyd. Centralny Ośrodek Doskonalenia Kadr Laickich, 1968 (z Tadeuszem Jaroszewskim)
- Who's who in the socialist countries : a biographical encyclopedia of 10. 000 leading personalities in 16 communist countries (z Borysem Łewickim, New York: K. G. Saur; München: Verl. Dokumentation K. S. Saur, 1978)

### Tłumaczenia
- Erich Maria Remarque Czas życia i czas śmierci, wyd. Państwowy Instytut Wydawniczy, Warszawa 1956
- Martin Gregor-Dellin Punkt zerowy, wyd. Państwowy Instytut Wydawniczy, Warszawa 1962
- Robert Jungk Promienie z popiołów: Historia pewnego zmartwychwstania, wyd. Państwowy Instytut Wydawniczy, Warszawa 1964
- Eduard Klein Indianin, wyd. "Nasza Księgarnia", Warszawa 1965 (z Jadwigą Stroynowską)
- Peter Fuchs Ambasira, kraina demonów, wyd. "Nasza Księgarnia", Warszawa 1967 (z Jadwigą Stroynowską)
- Heimito von Doderer Trąby Jerychońskie, wyd. Państwowy Instytut Wydawniczy, Warszawa 1967
- Hasso Mager W piątek między trzecią a szóstą, wyd. "Iskry", Warszawa 1967
- Erich Kästner Emil i detektywi: powieść dla dzieci, wyd. "Nasza Księgarnia", Warszawa 1969

### Redakcja
- Erziehung zur Liebe by Karol Wojtyla (München: Wilhelm Heyne, 1981)